# Division 1 1973-1974
La Division 1 1973-1974 è stata la 36ª edizione della massima serie del campionato francese di calcio, disputato tra il 7 agosto 1973 e il 25 maggio 1974 e concluso con la vittoria del Saint-Étienne, al suo settimo titolo.
Capocannoniere del torneo è stato Carlos Bianchi (Stade Reims) con 30 reti.

## Stagione

### Novità
Venne modificato il sistema di assegnazione dei punti, con l'attribuzione di un punto bonus per la squadra che avrebbe segnato più di tre gol in un incontro, a prescindere dall'esito dell'incontro.

### Avvenimenti
Le prime battute del campionato videro una lotta a tre fra Olympique Lione, il Nantes e il Saint-Étienne, che fu anche la prima squadra a prendere il comando solitario della classifica. Successivamente i campioni in carica ebbero una flessione, cedendo il testimone al Nîmes e al Lens, che si alternarono in vetta alla classifica con i Verts fino a novembre, quando riemerse il Nantes: al termine del girone di andata, i Canaris si ritrovarono a -3 dal Saint-Étienne, in coabitazione con Angers e Olympique Lione.
In apertura del girone di ritorno il Nantes rimase sulla scia dei Verts, piazzando il sorpasso grazie alla vittoria nello scontro diretto casalingo del 27 gennaio; i campioni in carica mantennero il primato fino a marzo, quando una serie di sconfitte e pareggi permise al Saint-Étienne di guadagnare definitivamente il comando della graduatoria. Aumentando gradualmente il proprio vantaggio, i Verts giunsero alla terzultima giornata con sei punti di distacco sul Nantes, utili per fregiarsi del titolo con due gare di anticipo. Contemporaneamente, i campioni in carica e l'Olympique Lione guadagnarono l'accesso in Coppa UEFA, grazie anche a un numero di punti bonus sostanzialmente identico a quello dell'Angers, principale concorrente delle due squadre.
Lo stesso fenomeno si verificò anche nella lotta per non retrocedere: pur raggiungendo il Troyes AF all'ultima giornata, il Nancy dovette retrocedere per via di una peggior differenza reti, accompagnando le già condannate Sedan e Paris FC.

## Squadre partecipanti
| Club                | Stagione | Città                | Stadio                       | Stagione precedente               |
| ------------------- | -------- | -------------------- | ---------------------------- | --------------------------------- |
| Angers              | dettagli | Angers               | Stadio Jean Bouin            | 4º posto in Division 1            |
| Bastia              | dettagli | Bastia               | Stadio Armand Cesari         | 9º posto in Division 1            |
| Bordeaux            | dettagli | Bordeaux             | Parco Lescure                | 14º posto in Division 1           |
| Lens                | dettagli | Lens                 | Stadio Félix-Bollaert        | 1º posto in Division 2 (Girone A) |
| Metz                | dettagli | Metz                 | Stadio Saint-Symphorien      | 15º posto in Division 1           |
| Monaco              | dettagli | Principato di Monaco | Stadio Louis II              | 2º posto in Division 2 (Girone B) |
| Nantes              | dettagli | Nantes               | Stadio Marcel Saupin         | Campione di Francia               |
| Nancy               | dettagli | Nancy                | Stadio Marcel Picot          | 6º posto in Division 1            |
| Nîmes               | dettagli | Nîmes                | Stadio des Costières         | 7º posto in Division 1            |
| Nizza               | dettagli | Nizza                | Stade Municipal du Ray       | 2º posto in Division 1            |
| Olympique Lione     | dettagli | Lione                | Stadio di Gerland            | 13º posto in Division 1           |
| Olympique Marsiglia | dettagli | Marsiglia            | Stadio Vélodrome             | 3º posto in Division 1            |
| Paris FC            | dettagli | Parigi               | Stadio Charlèty              | 12º posto in Division 1           |
| Rennes              | dettagli | Rennes               | Stade de la Route de Lorient | 10º posto in Division 1           |
| Saint-Étienne       | dettagli | Saint-Étienne        | Stadio Geoffroy-Guichard     | 4º posto in Division 1            |
| Sedan               | dettagli | Sedan                | Stadio Louis Dugauguez       | 17º posto in Division 1           |
| Sochaux             | dettagli | Montbéliard          | Stadio Auguste Bonal         | 11º posto in Division 1           |
| Stade Reims         | dettagli | Reims                | Stadio Auguste Delaune       | 8º posto in Division 1            |
| Strasburgo          | dettagli | Strasburgo           | Stadio della Meinau          | 16º posto in Division 1           |
| Troyes AF           | dettagli | Troyes               | Stadio dell'Aubeu            | 1º posto in Division 2 (Girone B) |

## Classifica finale
|  | Pos. | Squadra             | Pt (Bonus) | G  | V  | N  | P  | GF | GS | DR  |
|  | ---- | ------------------- | ---------- | -- | -- | -- | -- | -- | -- | --- |
|  | 1.   | Saint-Étienne       | 66 (11)    | 38 | 23 | 9  | 6  | 74 | 40 | +34 |
|  | 2.   | Nantes              | 58 (11)    | 38 | 19 | 9  | 10 | 63 | 41 | +22 |
|  | 3.   | Olympique Lione     | 55 (8)     | 38 | 18 | 11 | 9  | 64 | 51 | +13 |
|  | 4.   | Angers              | 54 (11)    | 38 | 17 | 9  | 12 | 77 | 57 | +20 |
|  | 5.   | Nizza               | 54 (12)    | 38 | 16 | 10 | 12 | 71 | 55 | +16 |
|  | 6.   | Stade Reims         | 50 (11)    | 38 | 16 | 7  | 15 | 67 | 62 | +5  |
|  | 7.   | Sochaux             | 49 (7)     | 38 | 17 | 8  | 13 | 59 | 46 | +13 |
|  | 8.   | Strasburgo          | 45 (8)     | 38 | 13 | 11 | 14 | 62 | 67 | -5  |
|  | 9.   | Nîmes               | 44 (3)     | 38 | 13 | 15 | 10 | 41 | 37 | +4  |
|  | 10.  | Lens                | 44 (8)     | 38 | 14 | 8  | 16 | 58 | 65 | -7  |
|  | 11.  | Metz                | 43 (8)     | 38 | 14 | 7  | 17 | 53 | 53 | 0   |
|  | 12.  | Olympique Marsiglia | 43 (8)     | 38 | 13 | 9  | 16 | 58 | 62 | -4  |
|  | 13.  | Rennes              | 43 (3)     | 38 | 16 | 8  | 14 | 42 | 47 | -5  |
|  | 14.  | Bordeaux            | 42 (8)     | 38 | 11 | 12 | 15 | 55 | 57 | -2  |
|  | 15.  | Bastia              | 41 (5)     | 38 | 14 | 8  | 16 | 44 | 49 | -5  |
|  | 16.  | Monaco              | 41 (8)     | 38 | 11 | 11 | 16 | 64 | 73 | -9  |
|  | 17.  | Troyes AF           | 41 (8)     | 38 | 11 | 11 | 16 | 52 | 63 | -11 |
|  | 18.  | Nancy               | 41 (8)     | 38 | 10 | 13 | 15 | 51 | 67 | -16 |
|  | 19.  | Paris FC            | 36 (9)     | 38 | 9  | 9  | 20 | 54 | 79 | -25 |
|  | 20.  | Sedan               | 28 (3)     | 38 | 8  | 9  | 21 | 42 | 80 | -38 |

Legenda:
      Campione di Francia e ammessa alla Coppa dei Campioni 1974-1975.
      Ammesse alla Coppa UEFA 1974-1975.
      Ammesse alla Coppa delle Coppe 1974-1975.
      Retrocesse in Division 2 1974-1975.
Note:
Due punti a vittoria, uno a pareggio, zero a sconfitta.
Viene assegnato un punto bonus alla squadra che, indipendentemente dall'esito dell'incontro, segna più di tre reti.

### Squadra campione
| Formazione tipo | Giocatori (presenze)     |
| --- | ------------------------ |
| Ćurković Piazza Lopez Farison Repellini Synaeghel Larqué Bereta Bathenay P. Revelli H. Revelli                                                                                | Ivan Ćurković (38)       |
| Ćurković Piazza Lopez Farison Repellini Synaeghel Larqué Bereta Bathenay P. Revelli H. Revelli                                                                                | Oswaldo Piazza (32)      |
| Ćurković Piazza Lopez Farison Repellini Synaeghel Larqué Bereta Bathenay P. Revelli H. Revelli                                                                                | Pierre Repellini (34)    |
| Ćurković Piazza Lopez Farison Repellini Synaeghel Larqué Bereta Bathenay P. Revelli H. Revelli                                                                                | Gérard Farison (34)      |
| Ćurković Piazza Lopez Farison Repellini Synaeghel Larqué Bereta Bathenay P. Revelli H. Revelli                                                                                | Christian Lopez (23)     |
| Ćurković Piazza Lopez Farison Repellini Synaeghel Larqué Bereta Bathenay P. Revelli H. Revelli                                                                                | Christian Synaeghel (36) |
| Ćurković Piazza Lopez Farison Repellini Synaeghel Larqué Bereta Bathenay P. Revelli H. Revelli                                                                                | Jean-Michel Larqué (33)  |
| Ćurković Piazza Lopez Farison Repellini Synaeghel Larqué Bereta Bathenay P. Revelli H. Revelli                                                                                | Georges Bereta (36)      |
| Ćurković Piazza Lopez Farison Repellini Synaeghel Larqué Bereta Bathenay P. Revelli H. Revelli                                                                                | Dominique Bathenay (29)  |
| Ćurković Piazza Lopez Farison Repellini Synaeghel Larqué Bereta Bathenay P. Revelli H. Revelli                                                                                | Patrick Revelli (35)     |
| Ćurković Piazza Lopez Farison Repellini Synaeghel Larqué Bereta Bathenay P. Revelli H. Revelli                                                                                | Hervé Revelli (34)       |
| Altri giocatori: Alain Merchadier (30), Christian Sarramagna (17), Gérard Janvion (9), Dominique Rocheteau (4), Michel Rouquette (3), Jacques Santini (3), José Broissart (1) |                          |

## Statistiche

### Squadre

#### Capoliste solitarie
|    | —— | —— | ——             | ——             | —— | ——             | —— | ——    | ——  | ——             | ——   | ——             | ——   | ——            | ——            | ——            | ——            | ——            | ——            | ——            | ——            | ——            | ——     | ——     | ——     | ——  | ——            | ——            | ——            | ——            | ——            | ——            | ——            | ——            | ——            | ——            | ——            | —— |  |
|    |    |    | Saint- Étienne | Saint- Étienne |    | Saint- Étienne |    | Nîmes |     | Saint- Étienne | Lens | Saint- Étienne | Lens | Saint-Étienne | Saint-Étienne | Saint-Étienne | Saint-Étienne | Saint-Étienne | Saint-Étienne | Saint-Étienne | Saint-Étienne | Saint-Étienne | Nantes | Nantes | Nantes |     | Saint-Étienne | Saint-Étienne | Saint-Étienne | Saint-Étienne | Saint-Étienne | Saint-Étienne | Saint-Étienne | Saint-Étienne | Saint-Étienne | Saint-Étienne | Saint-Étienne |    |  |
|    |    |    |                |                |    |                |    |       |     |                |      |                |      |               |               |               |               |               |               |               |               |               |        |        |        |     |               |               |               |               |               |               |               |               |               |               |               |    |  |
|    |    |    |                |                |    |                |    |       |     |                |      |                |      |               |               |               |               |               |               |               |               |               |        |        |        |     |               |               |               |               |               |               |               |               |               |               |               |    |  |
| 1ª | 2ª | 3ª | 4ª             | 5ª             | 6ª | 7ª             | 8ª | 9ª    | 10ª | 11ª            | 12ª  | 13ª            | 14ª  | 15ª           | 16ª           | 17ª           | 18ª           | 19ª           | 20ª           | 21ª           | 22ª           | 23ª           | 24ª    | 25ª    | 26ª    | 27ª | 28ª           | 29ª           | 30ª           | 31ª           | 32ª           | 33ª           | 34ª           | 35ª           | 36ª           | 37ª           | 38ª           |    |  |

#### Primati stagionali
Squadre
- Maggior numero di vittorie: Saint-Étienne (23)
- Minor numero di sconfitte: Saint-Étienne (6)
- Migliore attacco: Angers (77)
- Miglior difesa: Saint-Étienne (40)
- Miglior differenza reti: Saint-Étienne (+34)
- Maggior numero di paregg: Nîmes (15)
- Minor numero di pareggi: Stade Reims, Metz (7)
- Maggior numero di sconfitte: Sedan (21)
- Minor numero di vittorie: Sedan (8)
- Peggior attacco: Nîmes (41)
- Peggior difesa: Sedan (80)
- Peggior differenza reti: Sedan (-38)

### Classifica marcatori
| Gol | Rigori |  | Giocatore       | Squadra             |
| --- | ------ |  | --------------- | ------------------- |
| 30  | 5      |  | Carlos Bianchi  | Stade Reims         |
| 29  |        |  | Marc Berdoll    | Angers              |
| 28  | 2      |  | Nico Braun      | Metz                |
| 26  | 4      |  | Delio Onnis     | Monaco              |
| 21  | 2      |  | Gérard Tonnel   | Troyes              |
| 20  |        |  | Hervé Revelli   | Saint-Étienne       |
| 20  |        |  | Josip Skoblar   | Olympique Marsiglia |
| 19  | 3      |  | François Félix  | Paris FC            |
| 18  |        |  | Boško Antić     | Angers              |
| 18  | 2      |  | Éric Edwige     | Angers              |
| 17  | 2      |  | Mustapha Dahleb | Sedan               |
| 16  |        |  | Marc Molitor    | Nizza               |
| 16  |        |  | Gérard Soler    | Sochaux             |
| 15  |        |  | Serge Chiesa    | Olympique Lone      |

## Percorso dei club nelle coppe europee
| Club                | Competizione               | Risultato            | Ultimo avversario         |
| ------------------- | -------------------------- | -------------------- | ------------------------- |
| Nantes              | Coppa dei Campioni 1973-74 | Primo turno          | Vejle (2-2; 0-1)          |
| Olympique Lione     | Coppa delle Coppe 1973-74  | Ottavi di finale     | Paok Salonicco (3-3; 0-4) |
| Nizza               | Coppa UEFA 1973-74         | Ottavi di finale     | Colonia (1-0; 0-4)        |
| Olympique Marsiglia | Coppa UEFA 1973-74         | Sedicesimi di finale | Colonia (2-0; 0-6)        |